# Bandera de Ceará
La bandera de Ceará es uno de los símbolos oficiales del Estado de Ceará, una de las unidades federales de Brasil. Su primera versión fue adoptada el 25 de agosto de 1922.

## Descripción
Su diseño consiste en un rectángulo de proporción ancho-largo de 7:10 con un campo verde de fondo superpuesto por un diamante en oro y este por un círculo blanco en el cual está el escudo de armas del Estado.

## Historia
Fue creada por el comerciante João Tibúrcio Albano, hijo del barón de Aratanha, sustituyendo la esfera celeste de la bandera republicana por el escudo estatal. Todavía, fue apenas en 1922 que el presidente Justiniano de Serpa llegó a firmar que se estableció por decreto el pabellón cearense. Ningún acto oficial, determinó que este se compone de un rectángulo verde y un diamante amarillo de la bandera nacional, teniendo en el centro un círculo blanco y el escudo de Ceará.
El Decreto nº 1971, del 25 de agosto de 1922, se ve modificado por la Ley nº 8889 del 31 de agosto de 1967, sancionada por el Gobernador Plácido Aderaldo Castelo, con la ayuda del historiador Raimundo Girão, entonces Secretario de Cultura. En su artículo 2° de dicho instrumento legal: - "Considerado como el módulo M arbitrario, serán observadas en la bandera las siguientes proporciones: la altura corresponderá a 14m; la anchura a 20m; los vértices del diamante estarán a 1.7m de los lados del rectángulo; el radio del círculo corresponderá a 3,5 m de distancia de la parte superior e inferior de las armas, en relación con el círculo corresponde a 1m; y los flancos, también en relación con el círculo, 2m ".

Bandera de la provincia de Ceará a mediados del siglo XIX.
11:20  Bandera usada entre 1922-1937 y 1947-1967.
11:20  Bandera con el escudo antiguo (hasta 2007).

## Simbolismo
Los colores principales de la bandera (verde, amarillo y blanco) son las mismos de la bandera de Brasil y son una representación del estado de la integración con Brasil, separadamente cada color tiene un significado específico:
- El verde representa los bosques;
- El amarillo las riquezas minerales;

los otros símbolos, a su vez representan:
- El faro, la jangada y la carnaúba simbolizan, en orden, Fortaleza, el cearense y la planta de extracción.